# Вітер північний (фільм)
Вітер північний (рос. Ветер северный) — російська кримінальна мелодрама режисера Ігора Москвітіна, створена у 2010 році.

## Сюжет
Все, що несподівано змінює наше життя — не випадковість...Дочка віце-адмірала, Катя Андрєєва (Карина Разумовська), виходить заміж за капітана-лейтенанта Василя Касимова (Костянтин Демидов). Під час весілля з'являється невідомий капітан (Сергій Горобченко) і зі словами «Це тобі за Лєтунову» б'є Василя. 
Замість весільної подорожі Катя їде в Озерний, щоб з'ясувати, що все-таки сталося між її чоловіком і Летунова. Втікши з поїзда від чоловіка, вона таємно проникає на закриту територію військового гарнізону. Там вона дізнається, що Тетяна Лєтунова знаходиться у лікарні, і що вона була вагітна від Василя дитини...

## У ролях
| Актор                  | Роль                                                                              |
| ---------------------- | --------------------------------------------------------------------------------- |
| Карина Разумовська     | Катя Андрєєва                                                                     |
| Сергій Горобченко      | Сергій Прозоров, капітан третього рангу                                           |
| Костянтин Демидов      | Василь Касимов                                                                    |
| Світлана Бакуліна      | Тетяна Лєтунова                                                                   |
| Єлизавета Алєксандрова | Валентина, подруга Тетяни, перукарка                                              |
| Дарина Ціберкіна       | Надія                                                                             |
| Володимир Лесун        | Козін                                                                             |
| Роман Павлушев         | Дмитро Коротков, старший оперуповноважений                                        |
| Тетяна Ткач            | Альбіна Григорівна, мати Василя                                                   |
| Юрій Карпенко          | Юрій Олексійович Андрєєв, батько Каті, віце-адмірал                               |
| Євген Іванов           | Станіслав Кирилович Терентьєв, заступник командира по тилу, капітан другого рангу |
| Володимир Миронов      | начальник гарнізону                                                               |
| Сергій Агафонов        | Семененко, матрос                                                                 |
| Олександра Самохіна    | чергова медсестра                                                                 |
| Катерина Унтілова      | Віра Юріївна                                                                      |
| Гліб Тємнов            | бандит                                                                            |
| Валерія Варченко       | медсестра                                                                         |
| Євген Антонов          | Іванов, старшина                                                                  |
| Віктор Бабич           | тамада                                                                            |
| Сергій Малюгов         | водій                                                                             |
| Ксенія Асмоловська     | провідниця                                                                        |
| Тимофій Будкевич       | епізод                                                                            |
| Артем Алєксєєв         | таксист                                                                           |
| Олександр Рагулін      | епізод                                                                            |
| Дмитро Блажко          | свідок                                                                            |
| Олексій Парасевич      | свідок                                                                            |
| В'ячеслав Єршов        | гість на весіллі                                                                  |
| Костянтин Нільбо       | лікар                                                                             |
| Ірина Грицай           | медсестра в реанімації                                                            |
| Станіслав Корнієнко    | черговий офіцер                                                                   |
| Іван Антіпін           | Ваня                                                                              |
| Ярослав Мірошін        | Костя, моряк                                                                      |